# 狄利克雷逼近定理
狄利克雷逼近定理（英語：Dirichlet's approximation theorem）是数论中关于丢番图逼近的一个定理。该定理可表述为：对于任意实数{\displaystyle \alpha }和{\displaystyle N} （{\displaystyle 1\leq N}），都存在整数{\displaystyle p}和{\displaystyle q}，满足{\displaystyle 1\leq q\leq N}以及
{\displaystyle \left|q\alpha -p\right|\leq {\frac {1}{[N]+1}}<{\frac {1}{N}}.}
其中{\displaystyle [N]}表示{\displaystyle N}的整数部分。这是丢番图逼近的一个重要结果，表明任意实数都存在一系列良好的有理近似：事实上，该定理的一个直接结果是对于给定的无理数{\displaystyle \alpha }，存在无穷多个整数{\displaystyle p}和{\displaystyle q}满足不等式
{\displaystyle \left|\alpha -{\frac {p}{q}}\right|<{\frac {1}{q^{2}}}.}
狄利克雷逼近定理可由鸽笼原理证明。